# Северна Дакота
Северна Дакота (енгл. North Dakota), држава је САД смештена на Средњем западу. Према северу се граничи са Канадом, према истоку са Минесотом, према југу са Јужном Дакотом и према западу са Монтаном. Северна Дакота је по површини на 19. месту међу државама САД, док је према попису из 2010. са 672.591 становником на последњем месту. Има 5. најмању густину становништва у САД-у.Северна Дакота је постала држава САД 2. новембра 1889. заједно са Јужном Дакотом, поделом Територије Дакота.
Главни град је Бизмарк а највећи је Фарго. Најважнији државни универзитети се налазе у Гранд Фоксу, Фаргу и Дикинсону.
Има други најмањи проценат незапослених у САД.

## Географија
Ова америчка држава налази се у пределу прерија. Што значи да је између осталог прекривена великим бројем различитих врста трава. Такође, та географска одлика је омогућила Северној Дакоти да има јако развијену пољопривреду.

## Клима
Северна Дакота има умерено-континенталну климу, што подразумева хладне зиме и топла лета са јако мало падавина.

## Демографија
| 1900.   | 1910.   | 1920.   | 1930.   | 1940.   | 1950.   | 1960.   | 1970.   | 1980.   | 1990.   | 2000.   | 2010.   |
| ------- | ------- | ------- | ------- | ------- | ------- | ------- | ------- | ------- | ------- | ------- | ------- |
| 319.146 | 577.056 | 646.872 | 680.845 | 641.935 | 619.636 | 632.446 | 617.761 | 652.717 | 638.800 | 641.298 | 672.591 |